# Willendorf
Willendorf è un comune austriaco di 947 abitanti nel distretto di Neunkirchen, in Bassa Austria.